# Gianysáda
Gianysáda (grec moderne : Γιανυσάδα) est une île inhabitée grecque, la plus orientale des Dionysades, située au nord-est de la Crète et appartenant administrativement à Sitía.

## Géographie
Située à 14 km au nord de Sitía, elle s'étend sur 1 km de large pour une longueur de 3,2 km. Zone environnementale protégée, elle abrite des plantes et des animaux rares tel le faucon d'Éléonore,.